# Бохемство
Вижте пояснителната страница за други значения на Бохем.
Бохемство (на френски: Bohème) и думата бохем се свързват с определен начин на живот, разпространен сред бедната интелигенция, обикновено актьори, художници и музиканти, които имат нестандартни идеи за своето време. Те доброволно приемат бедността, смятат за нормални извънбрачните сексуални връзки и издигат в култ свободата, особено на мисълта и изказа. В известен смисъл те са предшественици на хипитата от 20 век. Произходът на термина „бохем“ идва от цигани, за които се е смятало, че са дошли от областта Бохемия. Той за първи път е използван в началото на 19 век във Франция.